# Dream Theater: Live at Luna Park
Dream Theater: Live at Luna Park è un film concerto del 2013 distribuito da SpectiCast e Eagle Rock Productions.
Il film ha come protagonista i due concerti tenuti dal gruppo musicale progressive metal statunitense Dream Theater al Luna Park di Buenos Aires il 19 e il 20 agosto 2012, date conclusive del tour in supporto all'album A Dramatic Turn of Events.
Il film è stato disponibile in tutte le sale cinematografiche di tutto il mondo a partire dal mese di ottobre 2013 e ha ricevuto un'anteprima mondiale il 19 settembre 2013 sul sito ufficiale di SpecticCast.

## Live at Luna Park
Il film concerto è stato pubblicato il 4 novembre 2013 dalla Eagle Vision con il titolo di Live at Luna Park, nono album video del gruppo musicale statunitense Dream Theater.

### Descrizione
Previsto inizialmente per il mese di maggio 2013 e successivamente rinviato per il mese di novembre dello stesso anno, Live at Luna Park contiene i due concerti filmati al Luna Park di Buenos Aires il 19 e il 20 agosto 2012, date conclusive del tour in supporto all'album A Dramatic Turn of Events. Il DVD/Blu-ray contiene anche un documentario e un dietro le quinte.
Il 15 aprile 2013, il batterista Mike Mangini ha confermato che tutti i brani suonati nelle due serate sarebbero stati inclusi nell'album, con una versione di ogni brano. La lista tracce dei brani è stata rivelata sul profilo Instagram del gruppo attraverso alcune parti di immagini, per poi essere pubblicata ufficialmente il 5 settembre.

### Tracce
DVD
- DVD 1

1. Bridges in the Sky – 10:59 (testo: John Petrucci – musica: John Petrucci, Jordan Rudess, John Myung)
2. 6:00 – 7:09 (testo: Kevin Moore – musica: Dream Theater)
3. The Dark Eternal Night – 10:01 (testo: John Petrucci – musica: Dream Theater)
4. This Is the Life – 7:00 (testo: John Petrucci – musica: John Petrucci, Jordan Rudess)
5. The Root of All Evil – 9:29 (testo: Mike Portnoy – musica: Dream Theater)
6. Lost Not Forgotten – 10:09 (testo: John Petrucci – musica: John Petrucci, Jordan Rudess, John Myung, James LaBrie)
7. Drum Solo – 6:28 (musica: Mike Mangini)
8. A Fortune in Lies – 6:40 (testo: John Petrucci – musica: Dream Theater)
9. The Silent Man – 4:05 (John Petrucci)
10. Beneath the Surface – 5:43 (John Petrucci)
11. Outcry – 11:29 (testo: John Petrucci – musica: John Petrucci, Jordan Rudess, John Myung)
12. Piano Solo – 3:02 (musica: Jordan Rudess)
13. Surrounded – 6:03 (testo: Kevin Moore – musica: Dream Theater)
14. On the Backs of Angels – 8:35 (testo: John Petrucci – musica: John Petrucci, Jordan Rudess, John Myung)
15. War Inside My Head – 2:25 (testo: Mike Portnoy – musica: John Myung, John Petrucci, Mike Portnoy, Jordan Rudess)
16. The Test That Stumped Them All – 5:02 (testo: Mike Portnoy – musica: John Myung, John Petrucci, Mike Portnoy, Jordan Rudess)
17. Guitar Solo – 9:55 (musica: John Petrucci)
18. The Spirit Carries On – 7:20 (testo: John Petrucci – musica: Dream Theater)
19. Breaking All Illusions – 13:43 (testo: John Myung, John Petrucci – musica: John Petrucci, Jordan Rudess, John Myung)
20. Metropolis Pt. 1 – 14:47 (testo: John Petrucci – musica: Dream Theater)

- DVD 2

1. These Walls – 7:07 (testo: John Petrucci – musica: Dream Theater)
2. Build Me Up, Break Me Down – 6:55 (testo: John Petrucci – musica: John Petrucci, Jordan Rudess, John Myung, James LaBrie)
3. Caught in a Web – 5:40 (testo: James LaBrie, John Petrucci – musica: Dream Theater)
4. Wait for Sleep – 2:51 (Kevin Moore)
5. Far from Heaven – 3:55 (testo: James LaBrie – musica: John Petrucci, Jordan Rudess, John Myung, James LaBrie)
6. Pull Me Under – 8:30 (testo: Kevin Moore – musica: Dream Theater)
7. Documentary – 25:41
8. Trailer – 2:26
9. Behind the Scenes – 4:21
10. Cartoon Intro – 3:12

CD
- CD 1

1. Bridges in the Sky – 11:00 (testo: John Petrucci – musica: John Petrucci, Jordan Rudess, John Myung)
2. 6:00 – 5:55 (testo: Kevin Moore – musica: Dream Theater)
3. The Dark Eternal Night – 10:09 (testo: John Petrucci – musica: Dream Theater)
4. This Is the Life – 7:02 (testo: John Petrucci – musica: John Petrucci, Jordan Rudess)
5. The Root of All Evil – 9:29 (testo: Mike Portnoy – musica: Dream Theater)
6. Lost Not Forgotten – 9:58 (testo: John Petrucci – musica: John Petrucci, Jordan Rudess, John Myung, James LaBrie)
7. Drum Solo – 6:19 (musica: Mike Mangini)
8. A Fortune in Lies – 5:20 (testo: John Petrucci – musica: Dream Theater)
9. The Silent Man – 4:15 (John Petrucci)
10. Beneath the Surface – 5:29 (John Petrucci)

- CD 2

1. Outcry – 11:30 (testo: John Petrucci – musica: John Petrucci, Jordan Rudess, John Myung)
2. Piano Solo – 3:04 (musica: Jordan Rudess)
3. Surrounded – 6:05 (testo: Kevin Moore – musica: Dream Theater)
4. On the Backs of Angels – 8:32 (testo: John Petrucci – musica: John Petrucci, Jordan Rudess, John Myung)
5. War Inside My Head – 2:15 (testo: Mike Portnoy – musica: John Myung, John Petrucci, Mike Portnoy, Jordan Rudess)
6. The Test That Stumped Them All – 4:55 (testo: Mike Portnoy – musica: John Myung, John Petrucci, Mike Portnoy, Jordan Rudess)
7. Guitar Solo – 8:39 (musica: John Petrucci)
8. The Spirit Carries On – 7:54 (testo: John Petrucci – musica: Dream Theater)
9. Breaking All Illusions – 12:43 (testo: John Myung, John Petrucci – musica: John Petrucci, Jordan Rudess, John Myung)
10. Metropolis Pt. 1 – 12:46 (testo: John Petrucci – musica: Dream Theater)

- CD 3

1. These Walls – 7:28 (testo: John Petrucci – musica: Dream Theater)
2. Build Me Up, Break Me Down – 7:03 (testo: John Petrucci – musica: John Petrucci, Jordan Rudess, John Myung, James LaBrie)
3. Caught in a Web – 5:41 (testo: James LaBrie, John Petrucci – musica: Dream Theater)
4. Wait for Sleep – 2:51 (Kevin Moore)
5. Far from Heaven – 4:07 (testo: James LaBrie – musica: John Petrucci, Jordan Rudess, John Myung, James LaBrie)
6. Pull Me Under – 8:31 (testo: Kevin Moore – musica: Dream Theater)

### Formazione
Gruppo
- James LaBrie – voce
- John Petrucci – chitarra, voce
- John Myung – basso
- Jordan Rudess – tastiera, applicazioni iPad, continuum (traccia 1), keytar (finale traccia 3)
- Mike Mangini – batteria

Quartetto d'archi in The Silent Man, Beneath the Surface, Wait for Sleep e Far from Heaven
- Eren Başbuğ – arrangiamento
- Luis Gorelik – direzione
- Oleg Pishenin – primo violino
- Serdar Geldymuradov – secondo violino
- Joelle Pardaens – viola
- Néstor Pérez Tedesco – violoncello

Produzione
- Mike Leonard – produzione, regia
- John Petrucci – produzione esecutiva, produzione audio
- Frank Solomon – produzione esecutiva
- Chris Paul – assistenza alla regia
- Richard Chycki – missaggio audio
- Andy Vandette – mastering audio